# 周聖傳
周聖傳（？年—？年），江蘇吳縣人，由監生加捐吏目，乾隆十一年任四川順慶府岳池縣典史。是一位政治人物，明清時曾在四川順慶府岳池縣（位於今四川東北部，武周萬歲通天二年分南充、相如二縣置，是一個千年古縣）擔任官吏。